# Gallopers
Gallopers is een draaimolen in Attractiepark Slagharen.
Gallopers is gebouwd door Zierer en werd in 1981 geopend in Ponypark Slagharen. De draaimolen heeft op zichzelf bewegende paarden en is de grootste draaimolen in het park.
Afbeeldingen · Main Street